# Чужа дружина і чоловік під ліжком (фільм)
«Чужа дружина і чоловік під ліжком» (рос. «Чужая жена и муж под кроватью») — російський радянський повнометражний кольоровий телевізійний художній фільм, поставлений на Кіностудії «Ленфільм» у 1984 році режисером Віталієм Мельниковим за мотивами однойменного оповідання Ф. М. Достоєвського.

## Зміст
У подружньої пари відбуваються сцени ревнощів. І вони не безпідставні – дружина дійсно обводить чоловіка навколо пальця. Він намагається добути докази невірності, але все марно. Його дружина на диво швидко сплітає хитромудрі мережі, виставляючи чоловіка дурнем, який змушений вибачатися перед нею за свої претензії.

## Ролі
- Олег Табаков — Іван Андрійович
- Олег Єфремов — Олександр Дем'янович
- Марина Нейолова — Ліза
- Микола Бурляєв — Творогов
- Станіслав Садальський — Невідомий під ліжком
- Марина Шиманська — Глафіра Петрівна
- Юрій Богатирьов — Бобиніцин

## В епізодах
- Галі Абайдулов — актор в опері
- Ю. Волинський — двірник
- Тетяна Захарова — прислуга Івана Андрійовича і Глафіри Петрівни
- Валентина Мурадова — господиня салону
- Марина Рождественська — Єфросинія прислуга Лізонька та Олександра Дем'яновича
- Олена Рубін — актриса опери
- Станіслав Садальський — актор в опері
- Леонід Тихомиров — Серж
- Тетяна Толубієва — супутниця Сержа

## Знімальна група
- Автор сценарію - Володимир Валуцький
- Постановка - Віталія Мельникова
- Головний оператор - Юрій Векслер
- Головний художник — Ісаак Каплан
- Композитор - Тимур Коган
- Звукооператор - Ася Звєрєва
- Симфонічний оркестр Ленінградського державного Малого театру опери та балету
Диригент - Тимур Коган
- Редактори - Хейлі Елкен, Костянтин Палечек
- Режисерська група - В. Корольов, В. Ситник, В. Білов, Т. Бузян, М. Іванова
- Оператор - А. Насиров
- Монтаж - Зінаїда Анатоліївна
- Грим - О. Смирновой
- Костюми - Ірини Каверзіной
- Комбіновані зйомки:
Оператор - А. Торговкін
Художник - Віктор Оковитий
- Художник-декоратор - Т. Воронкова
- Асистент художника з костюмів - В. Волинська
- Операторська група - А. Корнієв, А. Янковський
- Майстер-реквізитор - С. Городниченко
- Майстер світла - Є. Степанов
- Адміністративна група - А. Наумович, Л. Петров
- Фільм знятий на плівці Шосткинського виробничого об'єднання «СВЕМА».

## Технические данные
- Повна реставрація зображення і звуку на DVD.